# シービーフーズ
株式会社シービーフーズとは、東京都中央区に本社を置く日本のペットフードメーカーである。本社ほか、宮城県塩竈市・大阪市中央区・福岡市中央区に営業所ほか宮崎県都城市に宮崎工場を設置している。

## 事業内容
- 食肉製品の加工・販売、及びペット用食品の開発・生産・販売・ペット関連事業

## 設立
- 1989年12月16日

## 本社所在地
- 東京都中央区日本橋浜町2-35-4